# Цивцивадзе, Георгий Васильевич
Георгий Васильевич Цивцивадзе (1923 год, село Кведа-Квалити, Шорапанский уезд, ЗСФСР — дата смерти неизвестна, Зестафонский район, Грузинская ССР) — звеньевой колхоза имени Берия Зестафонского района, Грузинская ССР. Герой Социалистического Труда (1949).

## Биография
Родился в 1923 году в крестьянской семье в селе Кведа-Квалити Шорапанского уезда. Окончил местную сельскую школу. Трудился в сельском хозяйстве. В сентябре 1941 года призван в Красную Армию по мобилизации. С декабря этого же года — на фронтах Великой Отечественной войны. Воевал наводчиком станкового пулемёта в составе 726-го стрелкового полка 395-й стрелковой дивизии. В декабре 1943 года командовал пулемётным расчётом, который подавил две пулемётные вражеские точки. За этот подвиг был награждён медалью «За отвагу». После демобилизации возвратился на родину, где стал трудиться звеньевым в колхозе имени Берия Зестафонского района.
В 1948 году звено под его руководством собрало в среднем с каждого гектара по 80,3 центнера винограда шампанских вин на участке площадью 3,4 гектара. Указом Президиума Верховного Совета СССР от 9 августа 1949 года удостоен звания Героя Социалистического Труда за «получение высоких урожаев винограда в 1948 году» с вручением ордена Ленина и золотой медали «Серп и Молот» (№ 4383).
Этим же Указом званием Героя Социалистического Труда были также награждены труженики колхоза имени Берия бригадир Ион Амберкиевич Чулухадзе, звеньевые Семён Антонович Небиеридзе и Георгий Фомич Бакурадзе.
Проживал в Зестафонском районе. Дата смерти неизвестна.

## Награды
- Герой Социалистического Труда
- Орден Ленина
- Медаль «За отвагу» (29.12.1943)